# Willie Wortel
Willie Daniël Wortel, oorspronkelijke Amerikaanse naam Gyro Gearloose, is een antropomorfe kraanvogel uit de stripverhalen rond Donald Duck. Hij is een geniale uitvinder, die met zijn uitvindingen vaak voor allerlei moeilijkheden zorgt. Op andere momenten komen zijn uitvindingen juist wel heel goed van pas. Willie Wortel is ook een personage uit de tv-serie DuckTales en heeft  een eigen blad gehad, Willie Wortel's Puzzelparade.
Willie Wortel werd bedacht door Carl Barks, die meer kleurrijke personages uit Duckstad bedacht. Het eerste verhaal waarin hij opduikt is Het geheim van neef Guus (Gladstone's terrible secret) uit 1952, maar hier is hij nog slechts een bijfiguur. In het tweede verhaal, uit hetzelfde jaar, Willie Wortels Praatkastjes (The tink box bollix) blijkt Willie echt een briljante uitvinder en een vriend van Kwik, Kwek en Kwak.
Aanvankelijk was zijn naam in het Nederlands Willy Wortel. Later werd dit Willie Wortel. Willies tweede naam is Daniël, tevens is dit zijn voornaam in de Duitse versie van de strips.

## Verhaallijnen
Willie Wortel wordt door sommigen als een excentriekeling beschouwd. Hij doet vaak de wonderbaarlijkste uitvindingen en verplaatst zich graag in opmerkelijke voertuigen, zoals een eenwieler of zijn vliegende pufmobiel. Ook kan hij apps ontwerpen die hij op een eiphone (de Duckstadse versie van de IPhone) of tablet kan installeren om ze te laten testen. Zijn uitvindingen mislukken echter vaak en als ze toch goed werken dan heeft hij vaak niet nagedacht over de gevolgen of misbruik van zijn creaties. Uitvindingen komen vaak niet verder dan het uittesten, waarbij het al misgaat. Bijeffecten van Willie Wortels uitvindingen kunnen soms verreikende gevolgen hebben, zoals explosieve groei van schadelijke insecten of planten door straling of overmatig gebruik van groeimiddelen. Willie zegt daarom, als hij groeimiddelen aan Donald Duck geeft, niet voor niks dat hij hiervan maar een kleine hoeveelheid mag gebruiken, maar vaak gaat het dan toch mis, doordat hij bijvoorbeeld door een onoplettende beweging de fles om laat vallen en al het middel op de grond terecht komt. Dit gebeurt ook als een groeimiddel per ongeluk met een andere stof wordt gemengd waarmee het groeimiddel kan reageren zodat het effect ervan wordt versterkt. Dit kan gebeuren als Donald Duck zo'n middel in een vreemd flesje of een spuit overgiet. Dan is niet altijd zeker of dit helemaal schoon is. Ook kan een tegengesteld effect bereikt worden, waar de neefjes vaak al voor gewaarschuwd hebben. Willies verstrooidheid speelt hem ook vaak parten.
Het gebeurt dan ook vaak dat Donald of Dagobert Duck met een probleem bij Willie komt, deze een uitvinding voor het probleem blijkt te hebben maar Donald of Dagobert deze op de verkeerde manier gebruikt en de boel in het honderd loopt. Daarnaast komt het voor dat de Zware Jongens Willies uitvindingen stelen om te proberen Dagobert Ducks geldpakhuis leeg te roven en zelf rijk te worden. Dit gebeurt vaak met uitvindingen waarmee zaken gekopieerd kunnen worden of uitvindingen waarmee het geldpakhuis makkelijk is binnen te komen. 
Dat Willie meer een hobbyist en geen zakenman blijkt wel doordat Dagobert vaak gratis uitvindingen meekrijgt en deze inzet om grote winsten te maken. Als er toch over geld gesproken wordt dan blijkt Willie geen goed onderhandelaar. Hij lijkt het geld dan ook niet nodig te hebben maar leeft eenvoudig en geniet puur van het uitvinden.
Een van zijn meest prominente en tevens zijn eerste uitvindingen is Lampje: een intelligent gloeilampje met armpjes en beentjes, dat een eigen wil heeft en Willies grootste vriend en hulpje is. Lampje redt Willie vaak als hij in nood raakt door een niet goed werkende uitvinding. Het ontstaan van Lampje is pas later in een verhaal van Keno Don Rosa verklaard, Willies Eerste Uitvinding. Hierin komt Willie per ongeluk in contact met een uitvinding, de 'denkdoos' (die zou dieren menselijke gedachten kunnen geven), waarbij de defecte lamp van Donald Duck plotseling tot leven kwam.
Een bijzonder verhaal is Super-Duckstad (in het Engels Monsterville) uit 1961. Hierin krijgt Willie Wortel de vrije hand om Duckstad te moderniseren en al zijn uitvindingen toe te passen. De stad verandert compleet maar het blijkt dat niemand daar gelukkig van wordt, aangezien alles zo perfect gaat dat het saai wordt en niemand meer hoeft te werken, afgezien van wat knoppen indrukken of administratie. Wanneer Lampje ook een uitvindrobot bouwt is de maat vol en beseft Willie dat te veel gemak en weinig reuring mensen juist ongelukkig maken. Hij lost het probleem op door zijn eigen uitvindingen te saboteren. De Duckstedelingen pakken hun oude leven weer op.

## Familie
De vader van Willie heet Harry Wortel. Hij had een eigen winkel, Fluks Fiks. Toen hij met pensioen ging, werd de winkel overgenomen door Willie. Willie Wortels grootvader Willem Wortel heeft nog op de stoomboot van Dagobert Duck gewerkt rond 1880. Daarnaast heeft Willie familie in de agrarische sector; een neef van hem, Pieter Peen, is boer. Willie Wortels neefje Archimedes (in andere verhalen Newton of Kareltje) komt weleens langs, hij wil later ook uitvinder worden.

## Eigen blad
Van 1981 tot 1989 had Willie Wortel voor het  eerst zijn eigen blad in Nederland, Willie Wortel's Puzzelparade. Daarna bleef de Puzzelparade nog twee jaar verschijnen, maar werd Donald Ducks naam eraan verbonden. Op 29 oktober 2009 kreeg Willie Wortel weer een tijdschrift, gelanceerd in wetenschappelijk centrum NEMO in Amsterdam. De samenwerking tussen Disney en het jeugdtijdschrift Zo Zit Dat resulteerde in Willie Wortel: Een vrolijk weetjesblad, bestemd voor kinderen tussen 7 en 12 jaar. Van dit blad is slechts één nummer uitgekomen. In juni 2016 keerde Willie Wortel's Puzzelparade terug onder de titel Willie Wortel, een Inventief Vakantieboek. Het boek wordt sindsdien ook volledig in kleur uitgegeven in plaats van in zwart-wit. Het boek verschijnt jaarlijks in juni, vlak voor de zomervakantie. In dit boek staan onder andere puzzelstrips en puzzels die eerder ook in Willie Wortel's Puzzelparade of in het Donald Duck Vakantieboek stonden. Op deze manier kunnen ook de kinderen die Willie Wortel's Puzzelparade niet hebben gekend, deze strips lezen en de puzzels oplossen.

## Trivia
- In oudere Nederlandstalige verhalen spreekt Willie Wortel Dagobert Duck aan met “Oom Dagobert”. Tegenwoordig is dit “Meneer Duck”, net zoals dat in de Duitse Disneystrips gebruikelijk is.
- Willie Wortel is de enige volwassen Duckstadbewoner die (in het Nederlands althans) door de neefjes van Donald Duck getutoyeerd wordt.
- In tegenstelling tot Otto van Drakenstein is Willie Wortel bescheiden van aard en roept hij niet aldoor dat hij de beste uitvinder ter wereld is. Willie heeft, eveneens in tegenstelling tot Otto, niet overal diploma's en certificaten aan de muur hangen. De reden hierachter is dat Willie Wortel niet uitvindt om er zelf beter van te worden, maar omdat hij het leuk vindt.
- In sommige strips heeft Willie Wortel concurrentie van Arend Akelig.
- Een persoon die verrassend vindingrijk is wordt ook wel “een willie wortel” genoemd. Soms wordt de naam spottend gebruikt als een oplossing niet blijkt te werken.
- Willy Wortel was ook de artiestennaam van het hoofdrekenwonder Willem Klein.
- De originele stem van Willie Wortel werd onder andere ingesproken door Will Ryan, Hal Smith, Frank Welker, Chris Edgerly en Jim Rash. De Nederlandse stem werd onder andere ingesproken door Serge-Henri Valcke en Alexander de Bruijn.